# Гора (Весьегонский район)
Гора — деревня в Весьегонском муниципальном округе Тверской области.

## География
Деревня находится в северо-восточной части Тверской области на расстоянии приблизительно 19 км на запад-юго-запад по прямой от районного центра города Весьегонск.

## История
Известна с 1556 года, когда Борис Быкович Нелединский передал свою вотчину Краснохолмскому Николаевскому Антониеву монастырю. Дворов было 40 (1859), 51 (1889), 71 (1931), 53 (1993), 30 (1998),. До 2019 года входила в состав Ёгонского сельского поселения до упразднения последнего.

## Население
Численность населения: 223 человека (1859 год), 263 (1889), 144 (1993), 70 (русские 86 %) в 2002 году, 56 в 2010, 0 (2017).